# Файльсдорф (Тюрингия)
Файльсдорф (нем. Veilsdorf) — община в Германии, в земле Тюрингия.
Входит в состав района Хильдбургхаузен. Население составляет 2975 человек (на 31 декабря 2010 года). Занимает площадь 30,91 км².
Коммуна подразделяется на 6 сельских округов.
Известна фарфоровой мануфактурой, основанной в 1760 году.